# Jan Lavies
Johannes Frederik (Jan) Lavies (Den Haag, 9 september 1902 – Gorinchem, 4 januari 2005) was een Nederlandse kunstenaar die bekend was door zijn art-deco-achtige affiches van schepen van de Holland-Amerikalijn. Hij zou tekenleraar worden, maar het reclamevak vond hij interessanter:  voor hij examen deed aan de Koninklijke Academie voor Beeldende Kunsten in Den Haag, ging hij naar Duitsland.
In 1925 vertrok Lavies naar Nederlands-Indië en vanaf dat moment kwam zijn carrière goed op gang onder meer door de publicatie van een omslagontwerp voor het weekblad d'Oriënt. Lavies ontwierp op Java onder meer tentoonstellingsstands, folders, kofferetiketten voor hotels,  advertenties, en affiches voor importfirma's. Opdrachtgevers waren vooral de KPM, General Motors, Shell, Esso, en Sport in Beeld.
Hij keerde in 1932 terug in Nederland. Hij bekwaamde zich in de airbrush-techniek. De in Indië gelegde contacten werden voortgezet en hij ontwierp affiches voor het Pelikaan-comité, de Kon. Ned. Ind. Luchtvaartmaatschappij (KNILM), maar maakte ook omslagen voor de Autokampioen van de ANWB. Vanaf 1932 werkte hij veel voor de Rijksverzekeringsbank. Bekend werden ook een affiche voor de Wereld Jamboree (1937) en omslagen voor de King Atlas (1936-1981) en hij was ook boekbandontwerper.
In de oorlogsjaren ging Lavies vooral aan het werk met het opknappen van schilderijen. Hij ontwierp  twee affiches voor Winterhulp en vervalste persoonsbewijzen.
Na de bevrijding maakte hij affiches voor broodfabriek Van der Meer & Schoep, de firma Autopalace, importeur van de automerken Škoda en Tatra. In de periode 1950-1970 was de Holland-Amerika Lijn zijn belangrijkste klant. Lavies ontwierp voor deze scheepvaartmaatschappij menukaarten, wijnkaarten en muziekprogramma’s voor gebruik op de schepen.
In 2002 organiseerde het Gorcums Museum een tentoonstelling over het werk van Jan Lavies, waarbij hij zelf nog aanwezig was. De tentoonstelling was een onderdeel van de expositie Uitgerookt? Roken in de reclame (Museum voor Communicatie, Den Haag). De tentoonstelling gaf een beeld van het rijke oeuvre van Jan Lavies, die in september 2002 100 jaar werd. Affiches, menukaarten, boekomslagen, illustraties en advertenties, zowel in de gedrukte vorm als de originelen, illustreerden de stijl van Jan Lavies, die in de jaren 1922-1978 het grootste deel van zijn werk tot stand bracht in opdracht van tientallen bedrijven.
Een groot deel van zijn werk liet Lavies na aan het rijk, nu in de collectie van de Rijksdienst voor het Cultureel Erfgoed, Sector Kunstcollecties (RCE), en ook het Internationaal Instituut voor Sociale Geschiedenis (IISG) heeft veel werk in de collectie.
- Biografisch Portaal: 29974274
- Gemeinsame Normdatei: 1033293954
- International Standard Name Identifier: 0000 0003 9494 0636
- Nederlandse Thesaurus van Auteursnamen: 163688036
- RKD-Nederlands Instituut voor Kunstgeschiedenis: 48408
- Union List of Artist Names: 500723215
- Virtual International Authority File: 289561209
- WorldCat: E39PBJgtcXp4y9qrvydJPcxMT3